# Наваль Ез-Зогбі
Наваль Ез-Зогбі (араб. نوال الزغبي, нар. 29 червня 1971, Бібл) — ліванська співачка. Музична кар'єра триває з 1988 року. Співає арабською мовою.

## Альбоми
- Wehyati Andak (1992)
- Ayza El Radd (1994)
- Balaee Fi Zamany (1995)
- Jadid (Збірник) (1996)
- Habeit Ya Leil (1997)
- Mandam Aleik (1998)
- Maloum (1999)
- El Layali (2000)
- Tool Omri (2001)
- Elli Tmaneito (2002)
- Eineik Kaddabeen (2004)
- Greatest Hits (Збірник) (2005)
- Yama Alou (2006)
- Khalas Sameht (2008)
- Ma'rafsh Leh (2011)